# Elżbieta Jantoń-Drozdowska
Elżbieta Ewa Jantoń-Drozdowska (ur. 17 stycznia 1951) – polska ekonomistka, specjalistka w zakresie finansów międzynarodowych, finansów przedsiębiorstw oraz międzynarodowych stosunków gospodarczych, od 2003 profesor zwyczajny nauk ekonomicznych.

## Życiorys
W 1978 została zatrudniona na Wydziale Prawa i Administracji UAM, gdzie obecnie pracuje jako kierownik i profesor w Katedrze Nauk Ekonomicznych. Pracę doktorską pt. „Koncentracja ekonomiczna w przemyśle francuskim w świetle polityki EWG” obroniła w 1982. Habilitowała się w 1992 w Szkole Głównej Handlowej na podstawie oceny dorobku naukowego i rozprawy pt.: „Umiędzynarodowienie produkcji w EWG a konkurencja”. W 1993 ukończyła studia w amerykańskiej Harvard Business School.
Wykładała m.in. w poznańskiej Wyższej Szkoły Zarządzania i Bankowości oraz w Wyższej Szkole Bankowej. Odbywała staże naukowe m.in. na francuskim Uniwersytecie w Rennes 1. Była stypendystką na Uniwersytecie Genewskim.
Tytuł naukowy profesora nauk ekonomicznych został jej nadany w 2003 roku. W tym samym roku została członkiem komitetu redakcyjnego „Ruchu Prawniczego, Ekonomicznego i Socjologicznego”. Promotorka czterech doktoratów. Jest wspólnikiem Polskiego Stowarzyszenia Badań Wspólnoty Europejskiej. W okresie 2008–2013 była członkiem rady nadzorczej poznańskiego Miejskiego Przedsiębiorstwa Gospodarki Mieszkaniowej SA.
Odznaczona Medalem Komisji Edukacji Narodowej.

## Wybrane publikacje
- Umiędzynarodowienie produkcji w EWG a konkurencja, wyd. 1991, ISBN 83-232-0337-7
- Regionalna integracja gospodarcza, wyd. 1998, ISBN 83-01-12549-7
- Uwarunkowania działalności podmiotów gospodarczych u progu XXI wieku (red.), wyd. 2000, ISBN 83-912879-0-4
- Globalizacja. Wyzwania dla zarządzania i ekonomii (red. nauk.), wyd. 2008, ISBN 978-83-60550-18-2
- Międzynarodowe stosunki gospodarcze, wyd. 2004 (i 2009), ISBN 83-87148-49-0
- Wstęp do makroekonomii (współautorka wraz z E. Skawińską, K. Sobiech, K. Nawrot, M. Szczepańskim), wyd. 2010, ISBN 978-83-7143-889-9
- Polityka ekonomiczna jako czynnik kształtujący otoczenie biznesu. Księga pamiątkowa dedykowana prof. Mieczysławowi Gulczowi (red.), wyd. 2009, ISBN 978-83-232-2048-0
- ponadto rozdziały w pracach zbiorowych i artykuły w czasopismach naukowych, m.in. w „Przeglądzie Zachodnim” i „Ruchu Prawniczym, Ekonomicznym i Socjologicznym”